# Salka elongata
Salka elongata är en insektsart som beskrevs av Irena Dworakowska 1994. Salka elongata ingår i släktet Salka och familjen dvärgstritar. Inga underarter finns listade i Catalogue of Life.